# Strojnogłowik kolumbijski
Strojnogłowik kolumbijski (Arremon basilicus) – gatunek małego ptaka z rodziny pasówek (Passerellidae). Opisany po raz pierwszy w 1898. Przez wiele lat uznawany był za podgatunek strojnogłowika obrożnego (Arremon torquatus), którego zasięg występowania rozciągał się od Kostaryki do północnej Argentyny. Gatunek ten podzielono jednak na osiem gatunków, z których strojnogłowik kolumbijski ma najmniejszy zasięg występowania – jest on endemitem gór Sierra Nevada de Santa Marta w północnej Kolumbii (od których pochodzi jego angielska nazwa Sierra Nevada Brushfinch). Jest gatunkiem bliskim zagrożenia.

## Systematyka
Gatunek ten po raz pierwszy zgodnie z zasadami nazewnictwa binominalnego opisał Outram Bangs, nadając mu nazwę Buarremon basilicus. Opis ukazał się w 1889 roku w „Proceedings of the Biological Society of Washington”; jako miejsce typowe autor wskazał Pueblo Viejo, 8,000 ft., Magdalena w Kolumbii. Początkowo strojnogłowik kolumbijski zaliczany był do nieuznawanego już rodzaju Buarremon. Obecnie zaliczany jest do rodzaju Arremon. Przez wiele lat uznawany był za jeden z podgatunków strojnogłowika obrożnego (Arremon torquatus), jednak w oparciu o badania filogenetyczne i różnice w mtDNA takson ten podzielono na 8 gatunków: strojnogłowik szarobrewy (A. assimilis), strojnogłowik szaropręgi (A. costaricensis), strojnogłowik kolumbijski (A. basilicus), strojnogłowik górski (A. perijanus), strojnogłowik nadbrzeżny (A. phygas), strojnogłowik wyżynny (A. atricapillus), strojnogłowik płowy (A. phaeopleurus) i strojnogłowik obrożny (A. torquatus).
Nie wyróżnia się podgatunków.

### Etymologia
- Arremon: gr. αρρημων arrhēmōn, αρρημονος arrhēmonos „cichy, bez mowy”, od negatywnego przedrostka α- a-; ῥημων rhēmōn, ῥημονος rhēmonos „mówca”, od ερω erō „będę mówić”, od λεγω legō „mówić”[12].
- basilicus: łac. basilicus – wspaniały[13].

## Morfologia
Nieduży ptak ze średniej wielkości, dosyć długim dziobem w kolorze czarnym. Tęczówki kasztanowobrązowe. Nogi czarniawe. Brak dymorfizmu płciowego. Góra głowy i twarz czarne z trzema, paskami – szarym wąskim środkowym paskiem ciemieniowym oraz jasnoszarymi szerokimi paskami nad łukami brwiowymi, rozciągającymi się od dzioba do tyłu szyi, które przechodzą w szarą obrożę na bokach szyi. Gardło, podgardle i podbródek białe. Pomiędzy nimi a górną częścią piersi niewielka czarna opaska piersiowa łącząca się z szarą obrożą. Górna część ciała, skrzydła i ogon oliwkowozielone. Białawo-szare upierzenie brzucha przechodzi w szarawe, a następnie w oliwkowo-szare na bokach i szaro-cynamonowe na kuprze. Młode osobniki mają bardziej brązową górną część ciała, głowę ciemną, pozbawioną charakterystycznych pasków, oraz brązowawą dolną część ciała. Długość ciała z ogonem: 19 cm.

## Zasięg występowania
Strojnogłowik kolumbijski jest endemitem gór północnej Kolumbii Sierra Nevada de Santa Marta, występującym w przedziale wysokości 600–2800 m n.p.m. Jest gatunkiem osiadłym. Jego zasięg występowania według szacunków organizacji BirdLife International obejmuje 8,2 tys. km².

## Ekologia
Głównym habitatem strojnogłowika kolumbijskiego jest runo leśne i podszyt wilgotnych lasów górskich, głównie przy ich obrzeżach.
Informacje o diecie tego gatunku są bardzo skąpe. Żeruje na ziemi, przeszukując dziobem ściółkę. Występuje zazwyczaj pojedynczo lub w parach. Długość pokolenia jest określana na 3,8 lat.

### Rozmnażanie
Brak informacji o rozmnażaniu i gniazdowaniu strojnogłowika kolumbijskiego. Podloty obserwowane były w okresie marzec–lipiec.

## Status
W Czerwonej księdze gatunków zagrożonych IUCN strojnogłowik kolumbijski jest klasyfikowany jako gatunek bliski zagrożenia (NT – Near Threateded). Liczebność populacji szacuje się na 10–20 tys. dorosłych osobników, zaś jej trend jest uznawany za spadkowy ze względu na niszczenie siedlisk. Jest opisywany jako względnie pospolity na niewielkim obszarze występowania.